# Vanves
Vanves je južno predmestje Pariza in občina v osrednjem francoskem departmaju Hauts-de-Seine regije Île-de-France. Leta 1999 je imelo naselje 25.414 prebivalcev.

## Administracija
Vanves je sedež istoimenskega kantona, slednji je vključen v okrožje Antony.

## Zgodovina
S 1. januarjem 1860 je občina Vanves izgubila približno tretjino ozemlja na račun povečanja Pariza (soseska Plaisance, 14. okrožje). 8. novembra 1883 je Vanves izgubil še polovico ozemlja, ki je postalo občina Malakoff.

## Zanimivosti
- galo-rimski ostanki,
- cerkev sv. Remigija, zgrajena v stilu gotske arhitekture leta 1449,
- dvorec château de Vanves, tudi château de Claude Lebas de Montargis, zgrajen 1698 pod francoskim arhitektom Hardouin-Mansartom, je leta 1717 postal bivališče Condéjskega princa Ludvika IV.

## Pobratena mesta
- Ballymoney (Združeno kraljestvo),
- Lehrte (Nemčija).